# كريستين سي. رونكييه
كريستين كريستنسن رونكييه (بالدنماركية: Christen Raunkiær) (29 مارس  1860 – 11 مارس 1938) كان عالم نبات دنماركي، ورائدًا في علم البيئة النباتية. يُذكر بشكل رئيسي لمخططه حول استراتيجيات النبات للبقاء على قيد الحياة في موسم غير مواتٍ («أشكال الحياة»)، وإظهاره أن الوفرة النسبية للاستراتيجيات في النبيتات تتوافق إلى حد كبير مع المناطق المناخية في الأرض. ما يزال هذا المخطط، الذي يُعرف باسم نظام رونكييه، يُستخدم حتى يومنا هذا على نطاق واسع، ويمكن اعتباره مقدمة لمخططات استراتيجيات النبات الحديثة، مثل نظرية إستراتيجية التكيف العامة للعالم البيئي جاي. فيليب غريمه.

## الحياة

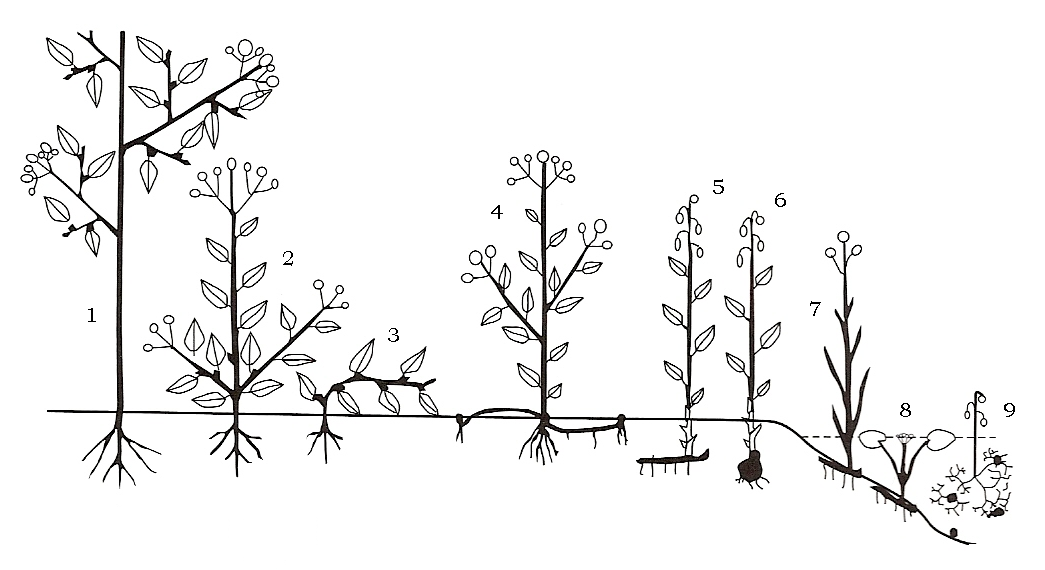
أطياف شكل الحياة

وُلد في مزرعة براح صغيرة، تُسمى رونكييه، في أبرشية لينه في يوتلاند الغربية بالدنمارك، واستُمد لقبه منها. خلف العالم النباتي يوجينيوس وارمينغ أستاذًا في علم النبات في جامعة كوبنهاغن، ومدير حديقة كوبنهاغن النباتية، وهو المنصب الذي شغله منذ عام 1912 وحتى عام 1923. كان رونكييه متزوجًا بالمؤلفة والفنانة إنغيبورغ رونكييه (1863-1921) التي رافقته في رحلات إلى جزر الهند الغربية والبحر الأبيض المتوسط، وقدمت رسومات خطية لأعماله النباتية. انفصل الزوجان في عام 1915، نفس العام الذي توفي فيه ابنهم الوحيد باركلي رونكييه. تزوج رونكييه في وقت لاحق عالمة النبات أنيته سايدلين (1956-1874).
أشارت بديهية بحث رونكييه إلى أن كل شيء قابل للعد في الطبيعة يجب أن يخضع للتحليل العددي، مثل عدد ذكور وإناث زهرة الصفصاف في النباتات أحادية المسكن، وعدد الذكور والإناث في النباتات ثنائية المسكن. درس رونكييه في وقت مبكر أيضًا التكائر اللاإخصابي (التكاثر البكري) في النباتات المزهرة والأسراب التهجينية. درس أيضًا تأثير درجة حموضة التربة على النباتات، وتأثير النباتات على درجة حموضة التربة، وهو عمل تابعه عالم البيئة كارستن أولسن الذي تدرب على يده.
أجرى رونكييه بعد تقاعده دراسات عددية على النباتات والنبيتات في كتبه («النباتات وشعراء البراح»، و«الهندباء في الشعر الدنماركي»، و«النباتات في المزامير»)، وطبق في هذه الدراسات معايير كمية صارمة مشابهة للتي طبقها في دراساته البيئية. على سبيل المثال، عرّف رونكييه الشاعر أنه الشخص الذي كتب 1000 سطر أو أكثر من الشعر.

## أطياف شكل الحياة
ابتكر رونكييه نظامًا لتصنيف النباتات حسب شكل الحياة ليكون وسيلة للمقارنة البيئية ذات المعنى بين الأنواع والغطاء النبات في المناطق التي تملك نبيتات مختلفة.
قارن رونكييه أطياف شكل الحياة المحلية بشكل إحصائي (الوفرة النسبية) مع المتوسط العالمي، الذي أطلق عليه مسمى «الطيف الطبيعي». ابتكر رونكييه بذلك أول نموذج لاغٍ في تاريخ البيئة. كان رونكييه عالمًا طبيعيًا حريصًا وصف النبيت والفطر في الدنمارك، وجزر العذراء، وتونس، وبلدان أخرى. روج بقوة للنُهُج الكمية والعددية والتجريب على عكس العديد من علماء الطبيعة المعاصرين. ابتكر أيضًا طريقة لتحديد كمية وفرة النباتات في الغطاء النباتي على شكل معدل في حبكات فرعية، واستخدمها في الدراسات الكمية لمجموعة من المجتمعات النباتية.

## وصلات خارجية
- http://www.wku.edu/%7Esmithch/chronob/RAUN1860.htm نسخة محفوظة 15 أكتوبر 2009 على موقع واي باك مشين.